# Ras ben Sakka
Ras ben Sekka, Ras Ben Sakka o Ras Ben Sikka (en árabe: رأس بن سكة, "Cabo Ben Sakka") es el punto más septentrional del continente africano, en el cabo Angela, al norte de Túnez. 
Se encuentra a 15 km de Bizerta, a 22 km al noreste del lago Ichkeul, que es Patrimonio de la Humanidad (parque nacional del Ichkeul) y a unos 90 km al norte de la ciudad de Túnez.
Se encuentra a solo 950 m al oeste del cabo Blanco (en francés: Cap Blanc, en árabe: Ras al-Abyad), que también a menudo (erróneamente) es descrito como el extremo norte de África. Aparentemente, Ras ben Sakka está alrededor de 30 m  más al norte.

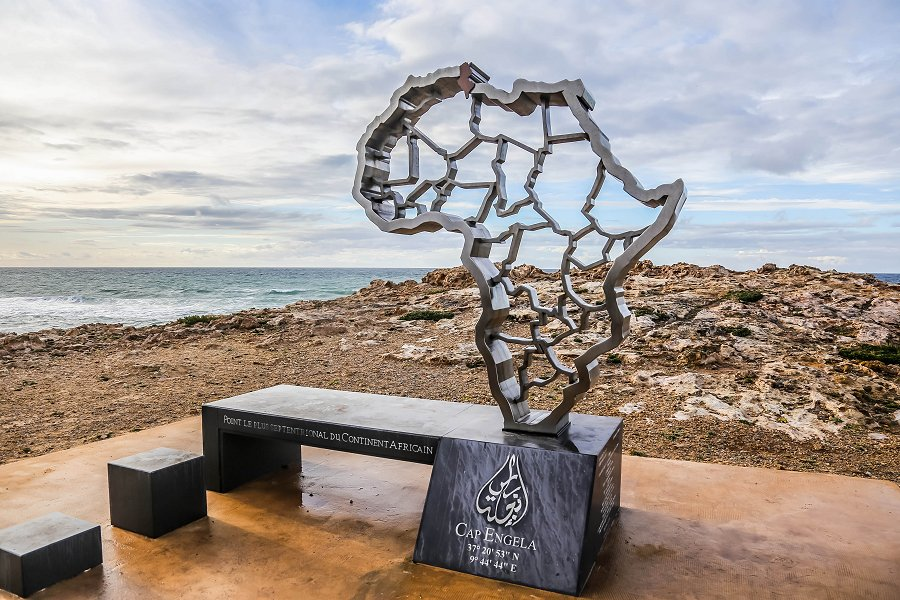
Monumento en la zona.
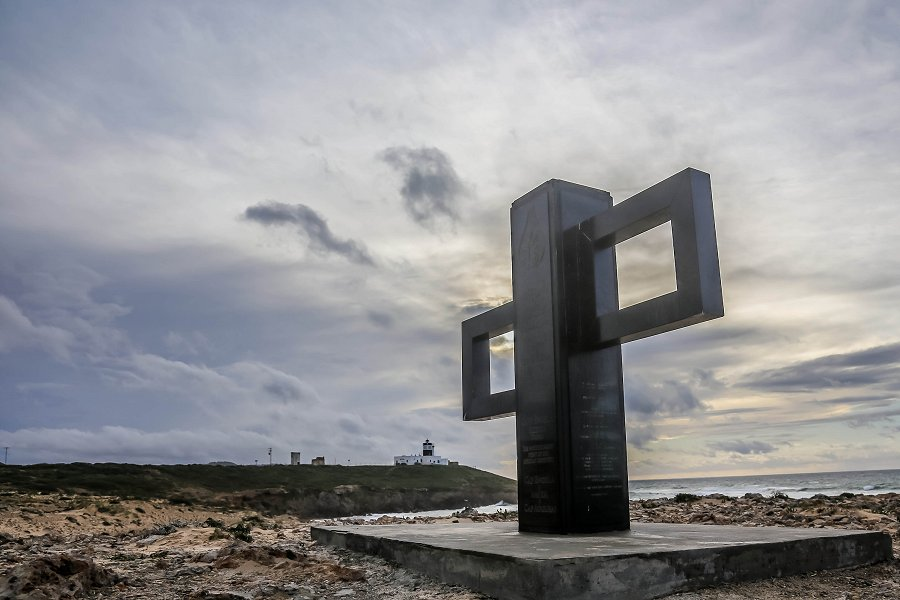
Monumento
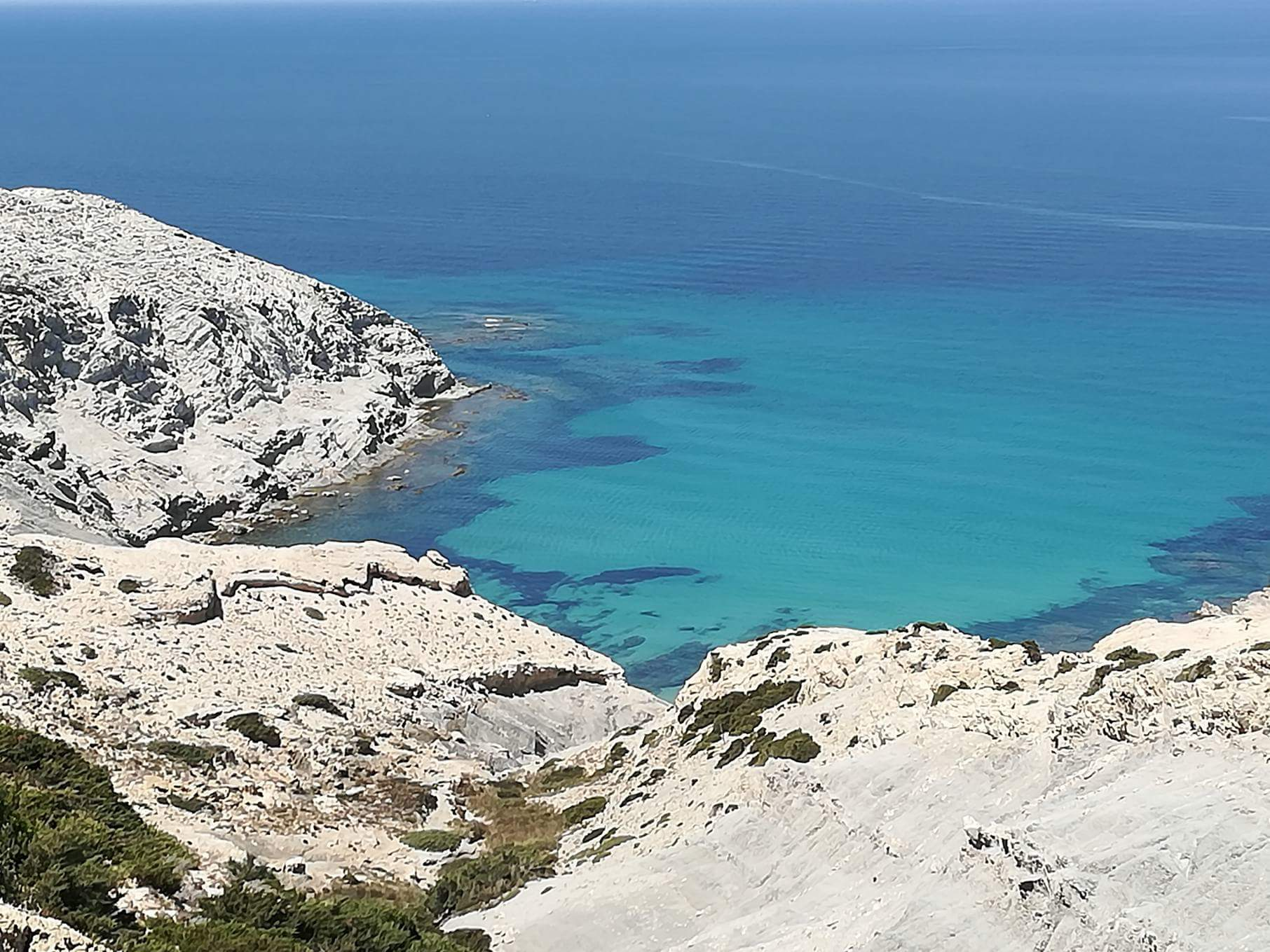
Cabo Blanco (Ras al-Abyad).